# Джеймс Дешнер
Джеймс Дешнер (англ. James Dashner, нар. 26 листопада 1972) — американський письменник у жанрі фантастики. Насамперед відомий як автор дитячої/підліткової книжкової серії «Той, що біжить лабіринтом» та підліткової серії «13-та реальність», перша книга якої — «Архів дивних листів» — ввійшла до щорічного списку «Оригінальні голоси» за версією видавництва «Бордерс Ґруп».

## Біографія
Народився 26 листопада 1972 року в Остеллі, Джорджія, США. Один із шести дітей у багатодітній сім'ї. Провів своє дитинство у Мормоні. У десятирічному віці почав набирати текст на друкарській машинці своїх батьків. 1991 року закінчив Дулутську середню школу та переїхав з Атланти (Джорджія) до Прово (Юта). Навчався в Університеті Брігама Янга, де отримав ступінь магістра з бухгалтерського обліку.
Одружений з Лінетт Андерсон, колишньою студенткою Університету Брігама Янга. Батько чотирьох дітей, яких виховує разом із дружиною. Нині мешкає у штаті Юта.
Пише у жанрі фантастики для підліткової аудиторії. Найуспішніша книга автора — роман «Бігун у лабіринті», який започаткував книжкову серію «Той, що біжить лабіринтом». 21 вересня 2014 року, два дні після виходу однойменної екранізації, книга вже протягом 100 тижнів входила до списку бестселерів «Нью-Йорк Таймс» у категорії «дитячі книжкові серії».

## Контроверсії
2018 року літературний агент письменника та видавництво «Пенґвін Рендом Гаус» припинили співпрацю з Дешнером, якого обвинуватили у сексуальних домаганнях. Дешнер у свою чергу дав такий коментар: «Я дуже серйозно ставлюся до будь-якої критики та звинувачень, тому я шукатиму юридичної консультації та рекомендацій, щоб вирішити такого роду питання». Звинувачення стали частиною популярного руху, який отримав назву Me Too.

## Переклади українською
- Джеймс Дешнер. Бігун у Лабіринті. — К. : КМ-Букс, 2015. — 384 с. — ISBN 978-966-923-044-7.
- Джеймс Дешнер. Випробування вогнем. — К. : КМ-Букс, 2015. — 320 с. — ISBN 978-966-923-046-1.
- Джеймс Дешнер. Ліки від смерті. — К. : КМ-Букс, 2018. — 320 с. — ISBN 978-617-7535-41-5.
- Джеймс Дешнер. Лихоманковий код. — Київ : аматорський переклад, 2016. — 231 с.

## Екранізації
- Той, що біжить лабіринтом (2014)
- Той, що біжить лабіринтом: Випробування вогнем (2015)
- Той, що біжить лабіринтом: Ліки від смерті (2018)